# Joshua Tree
Joshua Tree es un lugar designado por el censo ubicado en el condado de San Bernardino en el estado estadounidense de California. En el año 2000 tenía una población de 4,207 habitantes y una densidad poblacional de 266.3 personas por km². 

## Geografía
Joshua Tree se encuentra ubicado en las coordenadas 34°7′37″N 116°19′7″O / 34.12694, -116.31861. Según la Oficina del Censo, la ciudad tiene un área total de 15,8 km² (6,1 mi²), de la cual 15,8 km² (6,1 mi²) es tierra y 1,3 km² (0,5 mi²) 1.27% es agua.

## Demografía
Según la Oficina del Censo en 2000, los ingresos medios por hogar en la localidad eran de $26,535, y los ingresos medios por familia eran $33,333. Los hombres tenían unos ingresos medios de $27,465 frente a los $29,375 para las mujeres. La renta per cápita para la localidad era de $13,856. Alrededor del 21.2% de la población estaban por debajo del umbral de pobreza.
También fue este el lugar donde la cantante texana Selena grabó el video del éxito Amor Prohibido.